# Вирусы мозга
«Вирусы мозга» (англ. «Viruses of the Mind») — статья Ричарда Докинза, написанная в 1993 году и опирающаяся на теорию мемов и на сходство последних с биологическими и компьютерными вирусами. Особое внимание обращено на различные религиозные организации, на их убеждения и деятельность. Статья включена в книги «Dennett and His Critics: Demystifying Mind» и «A Devil’s Chaplain».
В статье «Вирусы мозга» вводится понятие «страдающего верой» для описания фанатично-верующего человека. В одном из фильмов Ричарда Докинза — «Корень всех зол?» — озвучиваются идеи, схожие статье «Вирусы мозга», а название второй части этого фильма — «Вирус веры», является прямой отсылкой к данной работе.

## Содержание
В статье Докинз определяет «симптомы» заражения «вирусом религии», приводя примеры для некоторых религий и описывая симптоматику «пациента». Автор пытается определить связи между элементами религии и её ценностью для выживания конкретного индивидуума, применяя концепцию гандикапа, разработанную Амоцем Захави. Докинз описывает религиозные верования как «паразитов разума» и как "Они превратятся в совокупности, в достаточно стабильные, чтобы получить общее название, например «католицизм» или «вудуизм».
Докинз полагает, что убеждения «страдающего верой» содержат в себе следующие элементы:

Глубокая внутренняя убежденность, что то или иное является верным, или правильным, или хорошим; эта убежденность не кажется плодом наблюдений или логики;
Оригинальный текст (англ.)The patient typically finds himself impelled by some deep, inner conviction that something is true, or right, or virtuous: a conviction that doesn't seem to owe anything to evidence or reason, but which, nevertheless, he feels as totally compelling and convincing.

«Пациенты» полагают, что хорошо, когда вера тверда и непоколебима, несмотря на то что она не основана на очевидных фактах;
Оригинальный текст (англ.)Patients typically make a positive virtue of faith's being strong and unshakable, in spite of not being based upon evidence.

«Пациент» не хочет раскрывать тайну; он жаждет наслаждаться ей, даже приходить в экстаз от её неразрешимости;
Оригинальный текст (англ.) It is not a virtue to solve mysteries. Rather we should enjoy them, even revel in their insolubility.

Нетерпимость к носителям иной веры, в наиболее тяжелых случаях вплоть до убийства или оправдания убийства;
Оригинальный текст (англ.)The sufferer may find himself behaving intolerantly towards vectors of rival faiths, in extreme cases even killing them or advocating their deaths.

Если вы веруете, то в подавляющем большинстве случаев вы исповедуете веру своих родителей и бабушек с дедушками. Если «пациент» представляет собой редкое исключение и исповедует иную религию, нежели его родители, объяснение всё равно находится в рамках эпидемиологии.
Оригинальный текст (англ.)If you have a faith, it is statistically overwhelmingly likely that it is the same faith as your parents and grandparents had. If the patient is one of the rare exceptions who follows a different religion from his parents, the explanation may still be epidemiological.

Ощущения пациента во время религиозных опытов могут поразительно напоминать те, которые чаще ассоциируются с сексуальным чувством.
Оригинальный текст (англ.)The internal sensations of the patient may be startlingly reminiscent of those more ordinarily associated with sexual love.

Докинз подчеркивает своё утверждение о том, что религиозные убеждения не становятся популярнее от публикации логического доказательства оных, но как правило убедительнее всего для «пациента» будут звучать слова родителей или харизматичных личностей или кумиров. Отношение Докинза описывает он сам: «случайность, но не доказательства». Докинз отделяет данный процесс от процесса распространения научных идей, потому что научные идеи тоже подвержены своего рода естественному отбору, и это иногда придает им поверхностное сходство с вирусами. Но силы отбора, которые шлифуют научные идеи, не действуют случайно: это выверенные, отточенные правила, и они благоприятствуют всем положительным качествам, изложенным в руководстве по стандартной методологии: проверяемости, фактической поддержке, точности, количественности, содержательности, воспроизводимости, универсальности, прогрессивности и так далее. Вера распространяется и при полном отсутствии любого из этих качеств.

## Критика
Идея о том, что понятия «Бог» и «вера» являются вирусами разума, вызвала несколько враждебную критику, в том числе и Джона Боукера утверждающего, что оценка Докинзом религии и её идеи далека от реального положения вещей, и даже если понятие «Бог» явилось бы просто мемом, то это не привело бы нас к вышеописанной ситуации.
Алистер Макграт — христианский теолог — также критически прокомментировал работу Докинза, указав, что «мемам не место в серьезной научной работе», и что существуют убедительные доказательства того, что такие идеи не распространяются случайным образом, а являются последствиями преднамеренных действий, и что идеи такой «эволюции» больше похожи на идеи ламаркизма нежели дарвинизма, и что нет никаких доказательств (в том числе и в статье), что эпидемиологическая модель хорошо объясняет распространение религиозных идей.